# Dentex
Dentex és un gènere de peixos de la família dels espàrids.

## Taxonomia
- Dentex angolensis (Poll & Maul, 1953)
- Dentex barnardi (Cadenat, 1970)
- Dentex canariensis (Steindachner, 1881)
- Dentex congoensis (Poll, 1954)
- Déntol (Dentex dentex) (Linnaeus, 1758)
- Dentex fourmanoiri (Akazaki & Séret, 1999)
- Corcovada (Dentex gibbosus) (Rafinesque, 1810)
- Dentex macrophthalmus (Bloch, 1791)
- Dentex maroccanus (Valenciennes, 1830)
- Dentex tumifrons (Temminck & Schlegel, 1843)